# Индия на зимних Олимпийских играх 2018
Индия на зимних Олимпийских играх 2018 года была представлена двумя спортсменами в двух видах спорта. На церемонии открытия Игр право нести национальный флаг было доверено саночнику Шиве Кешавану, для которого Игры в Пхёнчхане стали уже шестыми по счёту. На церемонии закрытия флаг нёс волонтёр соревнований. По итогам соревнований сборная Индии, принимавшая участие в своих десятых зимних Олимпийских играх, вновь осталась без медалей.

## Состав сборной
Лыжные гонки
1. Джагдиш Сингх

 Санный спорт
1. Шива Кешаван

## Результаты соревнований

### Лыжные виды спорта

#### Лыжные гонки
Квалификация спортсменов для участия в Олимпийских играх осуществлялась на основании специального квалификационного рейтинга FIS по состоянию на 21 января 2018 года. Для получения олимпийской лицензии категории «A» спортсменам необходимо было набрать максимум 100 очков в дистанционном рейтинге FIS. При этом каждый НОК может заявить на Игры 1 мужчину и 1 женщины, если они выполнили квалификационный критерий «B», по которому они смогут принять участие в спринте и гонках на 10 км для женщин или 15 км для мужчин. По итогам квалификационного отбора сборная Индии завоевала одну мужскую олимпийскую лицензию категории «B» в гонке на 15 км, благодаря успешным выступлениям Джагдиша Сингха.
Мужчины
Дистанционные гонки
| Соревнование           | Спортсмены    | Результат | Место | Отставание |
| ---------------------- | ------------- | --------- | ----- | ---------- |
| 15 км свободным стилем | Джагдиш Сингх | 43:00,3   | 103   | +9:16,4    |

### Санный спорт
Квалификация спортсменов для участия в Олимпийских играх осуществлялась на основании рейтинга Кубка мира FIL по состоянию на 1 января 2018 года. По его результатам сборная Индии смогла завоевать одну лицензию в мужских соревнованиях. Для Шивы Кешавана Игры в Пхёнчхане станут уже шестыми в карьере.
Мужчины
| Соревнование | Спортсмены   | 1 заезд   | 1 заезд | 2 заезд   | 2 заезд | 3 заезд   | 3 заезд | 4 заезд              | 4 заезд              | Итоговый результат | Итоговое место | Отставание |
| Соревнование | Спортсмены   | Результат | Место   | Результат | Место   | Результат | Место   | Результат            | Место                | Итоговый результат | Итоговое место | Отставание |
| ------------ | ------------ | --------- | ------- | --------- | ------- | --------- | ------- | -------------------- | -------------------- | ------------------ | -------------- | ---------- |
| одиночки     | Шива Кешаван | 50,578    | 36      | 48,710    | 31      | 48,900    | 30      | завершил выступление | завершил выступление | 2:28,188           | 34             | —          |